# Miguel de Vasconcelos
Miguel de Vasconcelos e Brito (c. 1590 — 1 de Dezembro de 1640), Senhor do Morgado da Fonte Boa, foi um político português.

## Biografia
Miguel de Vasconcellos e Brito era filho do Dr. Pedro Barbosa de Luna, famoso jurisconsulto e Lente da Universidade de Coimbra, e de sua mulher D. Antónia de Melo e Vasconcelos ou de Vasconcelos e Brito, Senhora do Morgado de Serzedelo, de Alvarenga e do Morgado da Fonte Boa, e irmão de D. Frei Pedro Barbosa de Eça e de Mariana de Luna.
Desempenhou, no Reino de Portugal, os cargos de Escrivão da Fazenda e de secretário de Estado (primeiro-ministro) de Margarida de Sabóia, duquesa de Mântua, vice-Rainha de Portugal, em nome do Rei D. Filipe III (Filipe IV de Espanha) e valido do conde duque de Olivares. O povo tinha-lhe ódio por, sendo português, colaborar com a representante da dominação filipina. Tinha alcançado, da corte castelhana de Madrid, plenos poderes para aplicar em Portugal pesados impostos, que deram origem à revolta das Alterações de Évora (Revolta do Manuelinho) e motins em outras terras do Alentejo. Miguel foi a primeira vítima do golpe de estado do 1.º de Dezembro de 1640. Depois de morto, foi arremessado da janela do Paço Real de Lisboa para o Terreiro do Paço, pelos conjurados.

### Morte

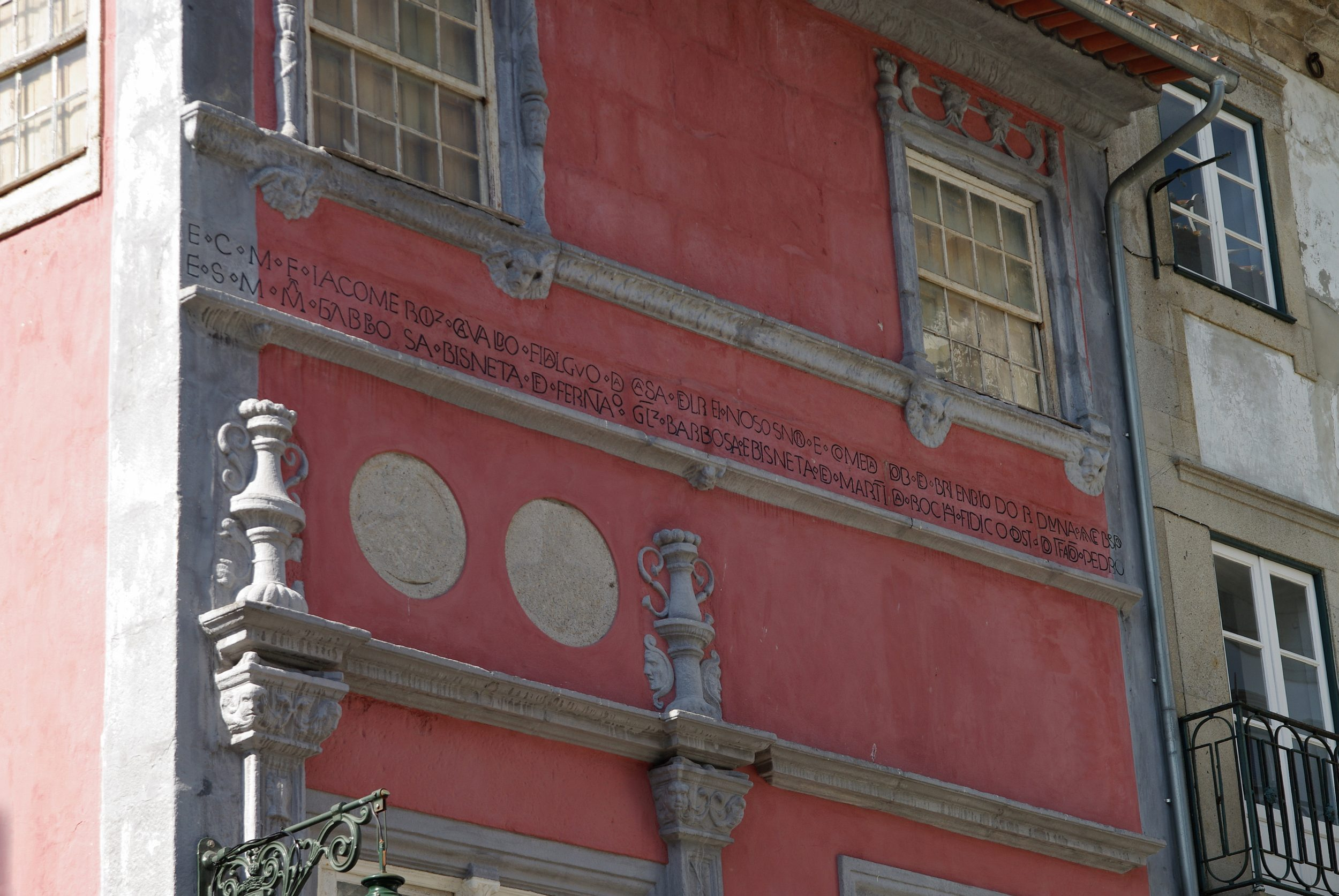
Casa em Viana do Castelo (MN) que pertenceu à família de Miguel de Vasconcelos.

Depois de entrarem no palácio, os conspiradores procuraram Miguel Vasconcelos, mas dele nem sinal. Já tinham percorrido os salões, os gabinetes de trabalho, os aposentos do ministro — e nada.
Acontece que Miguel de Vasconcelos, quando se apercebeu que não podia fugir, escondeu-se num armário e fechou-se lá dentro com uma arma. O que finalmente o denunciou foi o tamanho do armário. O escondido, ao remexer-se para mudar de posição, provocou uma restolhada de papéis. Foi quanto bastou para os conspiradores rebentarem a porta e o crivarem de balas. Depois atiraram-no pela janela fora.
O corpo caiu no meio de uma multidão enfurecida que descarregou sobre o mesmo todo o seu ódio, cometendo verdadeiras atrocidades. O cadáver permaneceu no mesmo local para ser lambido pelos cães, símbolo da mais pura profanação.